# 橋本邦寿
橋本邦寿（はしもと くにひさ、1962年11月10日 - ）は、日本の政治家。自由民主党所属の元大阪府議会議員 (松原市選挙区、1期）。

## 来歴
- 1962年11月 - 福岡県久留米市南薫町で生まれる
- 1981年03月 - 福岡県立朝倉高等学校卒業
- 1986年03月 - 西南学院大学商学部卒業
- 1986年04月 - 麻生セメント株式会社入社
- 1996年09月 - 衆議院議員竹本直一秘書、参議院議員釜本邦茂秘書を経て
- 2002年09月 - 松原市議会議員選挙初当選（4期連続当選）
- 2013年09月 - 第66代松原市議会議長、大阪府市議会議長会会長
- 2015年04月 - 大阪府議会議員選挙（松原市選挙区）初当選
- 2015年05月 - 都市住宅常任委員会委員
- 2016年05月 - 環境農林水産常任委員
- 2017年05月 ‐ 総務常任委員会副委員長
- 2018年05月 ‐ 都市住宅常任委員会委員長
- 2019年４月  - 落選により失職

## 政策・主張
混沌とする大阪府の政治や経済状況を危惧し、大阪府政をピリッとスパイスの効いた活力のある都市にする為、日々活動している。

### 地方創生戦略で大阪の「まち・ひと・仕事」を取り戻す
少子高齢化に的確に対応し、人口の減少に歯止めをかけるとともに、東京圏への人口の過度な集中を是正するため、それぞれの地域で住みよい環境を確保していく取り組みが必要。
「まち・ひと・しごと創生本部」において総合戦略を作り、大阪独自の地方創生の取り組みを推進する。強い農業の推進都市農業の再興と府民に安全安心な食料を供給し豊かな自然や国土を守る農業を維持・発展させるため、「大阪産（おおさかもん）」など、強い農業づくりを推進。

### いじめ問題等に適格に対応できる教育委員会の確立
現行の教育委員会制度は形骸化しており、いじめ問題等に適格に対応できない。教育委員会の責任体制を再確立し、府民の意見を的確に反映できる教育委員会を実現。将来を担う子どもたちのため、基礎学力の向上、英語教育の抜本改革、土曜授業の実現など、教育再生を推し進める。
幼児期教育の充実・強化、子ども・子育て支援制度の円滑な移行
幼児期の教育は生涯にわたる人格形成の基礎を培う重要なものであり、小学校入学の多様化する教育・保育ニーズに柔軟に対応するため、幼稚園・保育所・認定こども園の教育機能を充実・強化するとともに子ども・子育て支援制度の円滑な移行を図る。
子どもの規範意識を高めるための教育の推進
子どもが成長し社会で生きていく上で、規範意識や社会のルール、マナーなどを学ぶ機会は重要。道徳教育を新たな枠組みで再編し強化する。

### 国土強靭化の推進
南海トラフ巨大地震の被害想定をもとに、人命を守ることを最優先に、「減災」を推進。特に津波浸水被害や全国最多の密集市街地対策に早急に取り組み、ゲリラ豪雨、土砂災害についても、着実に推進。

### 出産・子育て応援社会の実現
今後、人口減少社会を迎えるなか、女性の元気・活力が今以上に求められる。女性が輝き、望んだときに出産・子育てができるよう経済対策に連動した少子化対策や待機児童解消など、社会全体で出産・子育応援社会を実現。

### 「がん治療日本一」を目指したがん対策の充実
大阪には全国でも有数のがん治療拠点病院が数多く立地。がん治療の最先端施設の整備や研究を推進し、「がん治療なら大阪」の実現に取り組む。

## 人物
現在、自民党松原支部幹事長、松原なぎなた連盟顧問、松原市ゲートボール協会顧問、
松原市サッカー連盟名誉顧問、神道政治連盟支部幹事、大阪府看護連盟地方議員の会幹事長等歴任。
衆議院議員竹本直一秘書時代より南大阪エリアにおいて頭角を現し、松原市議会議員を経て2015年4月の
統一地方選挙において大阪府議会議員（松原市選挙区）初当選。
自由民主党所属の大阪府議会一期生ながらも国会議員秘書、松原市議会議長等、
豊富な政治経験を活かし府議会きっての論客と評価されている。